# David DeCoteau
David DeCoteau (n. 5 ianuarie 1962, Portland, Oregon) este un regizor american și canadian și producător de film  a cărui activitate profesională în domeniu începe de la vârsta de 18 ani. Debutul său se datorează celebrului producător și regizor Roger Corman, cel care l-a angajat în 1980 ca producător asistent la New World Pictures.

## Filmografie
| An   | Film                                        | Note                                   |
| ---- | ------------------------------------------- | -------------------------------------- |
| 1986 | Dreamaniac                                  |                                        |
| 1988 | Creepozoids                                 |                                        |
| 1988 | Sorority Babes in the Slimeball Bowl-O-Rama |                                        |
| 1988 | Nightmare Sisters                           |                                        |
| 1989 | Lady Avenger                                |                                        |
| 1989 | Murder Weapon                               | ca Ellen Cabot                         |
| 1989 | American Rampage                            |                                        |
| 1989 | Dr. Alien                                   |                                        |
| 1990 | Deadly Embrace                              | ca Ellen Cabot                         |
| 1991 | The Girl I Want                             | ca Ellen Cabot                         |
| 1993 | Puppet Master III: Toulon's Revenge         |                                        |
| 1993 | Naked Instinct                              | ca Ellen Cabot                         |
| 1994 | Beach Babes from Beyond                     | ca Ellen Cabot                         |
| 1994 | Test Tube Teens from the Year 2000          | ca Ellen Cabot                         |
| 1994 | Joe Bob's Drive-In Theater                  | Attack of the Queen Bees Month: Part 1 |
| 1995 | Blonde Heaven                               | ca Ellen Cabot                         |
| 1996 | Prehysteria! 3                              | ca Julian Breen                        |
| 1996 | Bikini Goddesses                            | ca Ellen Cabot                         |
| 1997 | Petticoat Planet                            | ca Ellen Cabot                         |
| 1997 | Prey of the Jaguar                          |                                        |
| 1997 | Predominantly Black Cats                    | spin off al serialului Farmece         |
| 1997 | The Journey: Absolution                     |                                        |
| 1997 | Skeletons                                   | film TV                                |
| 1997 | Leather Jacket Love Story                   |                                        |
| 1997 | Lurid Tales: The Castle Queen               | ca Ellen Cabot                         |
| 1998 | Shrieker                                    | ca Victoria Sloan                      |
| 1998 | Curse of the Puppet Master                  | ca Victoria Sloan                      |
| 1998 | Beach Babes 2: Cave Girl Island             | ca Ellen Cabot                         |
| 1998 | Talisman                                    | ca Victoria Sloan                      |
| 1998 | Frankenstein Reborn!                        | ca Julian Breen                        |
| 1999 | The Killer Eye                              | ca Richard Chasen                      |
| 1999 | Alien Arsenal                               | ca Julian Breen (film TV)              |
| 1999 | Ancient Evil: Scream of the Mummy           |                                        |
| 1999 | Witchouse                                   | ca Jack Reed                           |
| 1999 | Totem (film)                                | ca Martin Tate                         |
| 1999 | Retro Puppet Master                         | ca Joseph Tennent                      |
| 2000 | Voodoo Academy                              |                                        |
| 2001 | Prison of the Dead                          | ca Victoria Sloan                      |
| 2001 | The Brotherhood                             |                                        |
| 2001 | Final Stab                                  |                                        |
| 2001 | The Brotherhood II: Young Warlocks          |                                        |
| 2002 | The Frightening                             |                                        |
| 2002 | Wolves of Wall Street                       |                                        |
| 2003 | The Brotherhood III: Young Demons           |                                        |
| 2003 | Leeches!                                    |                                        |
| 2003 | Speed Demon                                 |                                        |
| 2004 | Ring of Darkness                            | film TV                                |
| 2004 | Tomb of Terror segment 3 "Evil Never Dies"  |                                        |
| 2004 | The Sisterhood                              |                                        |
| 2005 | The Brotherhood IV: The Complex             |                                        |
| 2005 | Killer Bash                                 | film TV                                |
| 2005 | Witches of the Caribbean                    |                                        |
| 2005 | Frankenstein & the Werewolf Reborn!         | ca Julian Breen                        |
| 2006 | Beastly Boyz                                | film TV                                |
| 2007 | Grizzly Rage                                | film TV                                |
| 2007 | The Raven                                   | film TV                                |
| 2007 | House of Usher                              |                                        |
| 2008 | Playing with Fire                           |                                        |
| 2009 | The Invisible Chronicles                    |                                        |
| 2009 | The Brotherhood V: Alumni                   |                                        |
| 2009 | The Brotherhood VI: Initiation              |                                        |
| 2009 | Alien Presence                              |                                        |
| 2009 | Stem Cell                                   |                                        |
| 2009 | The Pit and the Pendulum                    |                                        |
| 2009 | Nightfall                                   |                                        |
| 2010 | Puppet Master: Axis of Evil                 |                                        |
| 2010 | Body Blow                                   | film TV                                |
| 2011 | A Dream Within a Dream                      |                                        |
| 2011 | 1313: Wicked Stepbrother                    |                                        |
| 2011 | 1313: Actor Slash Model                     |                                        |
| 2011 | 1313: Boy Crazies                           |                                        |
| 2011 | 1313: Haunted Frat                          |                                        |
| 2011 | 1313: Nightmare Mansion                     |                                        |
| 2011 | 1313: Giant Killer Bees                     |                                        |
| 2011 | Christmas Spirit                            | film TV                                |
| 2012 | The Magic Puppy (A Halloween Puppy)         | film TV                                |
| 2012 | 1313: Cougar Cult                           |                                        |
| 2012 | 1313: Bigfoot Island                        |                                        |
| 2012 | Snow White: A Deadly Summer                 |                                        |
| 2012 | 1313: UFO Invasion                          |                                        |
| 2012 | 1313: Bermuda Triangle                      |                                        |
| 2012 | 1313: Billy the Kid                         |                                        |
| 2012 | 1313: Hercules Unbound!                     |                                        |
| 2012 | 1313: Night of the Widow                    |                                        |
| 2012 | 1313: Frankenqueen                          |                                        |
| 2012 | Santa's Summer House                        |                                        |
| 2013 | A Talking Cat!?!                            |                                        |
| 2013 | Hansel and Gretel: Warriors of Witchcraft   |                                        |
| 2014 | 3 Scream Queens                             |                                        |
| 2014 | 3 Wicked Witches                            |                                        |
| 2014 | 666: Kreepy Kerry                           |                                        |
| 2014 | 666: Devilish Charm                         |                                        |
| 2014 | 90210 Shark Attack                          |                                        |
| 2014 | Bigfoot vs. D.B. Cooper                     |                                        |
| 2014 | Knock 'Em Dead                              |                                        |
| 2014 | Stranded                                    |                                        |